# Kurd Albrecht von Ziegner
Kurd Albrecht von Ziegner (* 26. März 1918 in Stettin; † 3. Oktober 2016, Mechtersen) war ein international tätiger Dressurausbilder, früher Angehöriger der Kavallerie und Offizier der Bundeswehr.

## Leben
Kurd Albrecht wurde als Sohn einer erfolgreichen Turnierreiterin und eines Kavallerieoffiziers geboren. Im Alter von 12 Jahren verbrachte er seine Ferien in Grimma bei seinem Onkel Dietrich von Choltitz. Dies war der Grundstein für die spätere Begeisterung für Pferde und den Pferdesport, und diesen maßgeblich zu beeinflussen. Schon 1954 wurde ihm aufgrund seiner Turniererfolge in Dressur und Springen das Goldene Reitabzeichen verliehen. Im Jahre 1956 trat er der Bundeswehr bei und wurde im Jahre 1976 als Oberst verabschiedet.

## Trainerkarriere
Kurd Albrecht von Ziegner bildete viele Reiter weltweit aus und war prägend für die Entwicklung des Dressursportes in den USA

## Lebenswerk
Überarbeitung der Reitlehre von Wilhelm Müseler
Mitwirkung bei der Erschaffung der Richtlinien für Reiten und Fahren
Mitbegründer des 2005 gegründeten Vereins Xenophon e.V. – Gesellschaft für Erhalt und Förderung der klassischen Reitkultur